# Cấp bậc khu tự quản ở Vương quốc Liên hiệp Anh

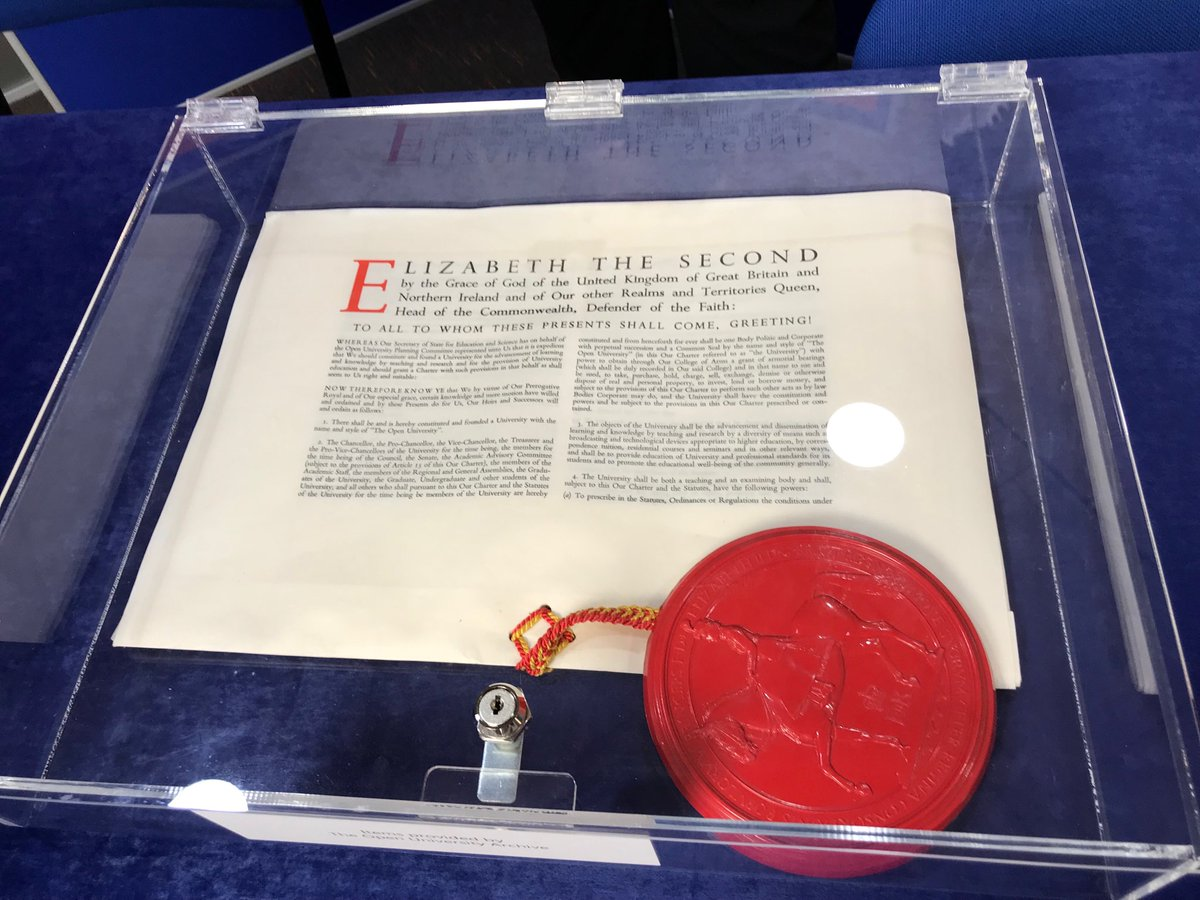
Hiến chương Hoàng gia Anh.

Cấp bậc khu tự quản ở Vương quốc Liên hiệp Anh được cấp cho các huyện chính quyền địa phương ở Anh, Wales và Bắc Ireland qua một văn kiện hoàng gia chính thức. Địa vị này là hoàn toàn có tính cách danh dự, và không đưa ra bất cứ quyền hạn bổ sung cho các hội đồng hoặc cư dân của huyện. Ở Scotland, các cộng đồng được cấp văn kiện tương tự như vậy được gọi là royal burgh, mặc dù địa vị này không còn được cấp nữa.

## Cấp bậc borough hiện tại

### England và Wales
Cấp bậc Borough (khu tự quản) không còn có nghĩa đó là một thành phố hoặc khu vực đô thị. Bên ngoài Greater London, cấp bậc Borough được cấp cho các huyện vùng đô thị và không thuộc vùng đô thị theo quy định tại mục 245 của Đạo Luật Chính quyền địa phương năm 1972.Mục này cho phép các hội đồng của huyện thỉnh cầu vua ban cho một văn kiện cấp địa vị Borough. Quyết nghị phải có sự hỗ trợ của ít nhất hai phần ba thành viên của hội đồng. Sau khi nhận được đơn thỉnh cầu quốc vương có thể, theo lời khuyên của Viện cơ mật, cấp và qua đó:
- Các huyện trở thành một Borough.
- Hội đồng cấp huyện trở thành Hội đồng Borough.
- Chủ tịch và các Phó Chủ tịch trở thành thị trưởng và phó thị trưởng của borough, ngoại trừ các hội đồng có một thị trưởng được bầu theo Đạo Luật Chính quyền địa phương năm 2000.